# Национальная служба энергетики
Национа́льная слу́жба энерге́тики (англ. National Energy Board) — организация федерального правительства Канады по экономическому регулированию, в обязанности которой входит регламентация межпровинциальной и международной торговли нефтью, природным газом и электроэнергией.
Эта организация, созданная в 1959 в соответствии с федеральным законом, следит за экспортом электроэнергии и сооружением и эксплуатацией нефте- и газопроводов. Местопребывание её руководства находится в Калгари.